# Grafenrheinfeld
Grafenrheinfeld – gmina w Niemczech, w kraju związkowym Bawaria, w rejencji Dolna Frankonia, w regionie Main-Rhön, w powiecie Schweinfurt. Leży około 5 km na południe od Schweinfurtu, nad Menem, przy drodze B26.
Od 1981 w gminie działała elektrownia jądrowa. W 28 czerwca 2015 roku elektrownia została wyłączona.

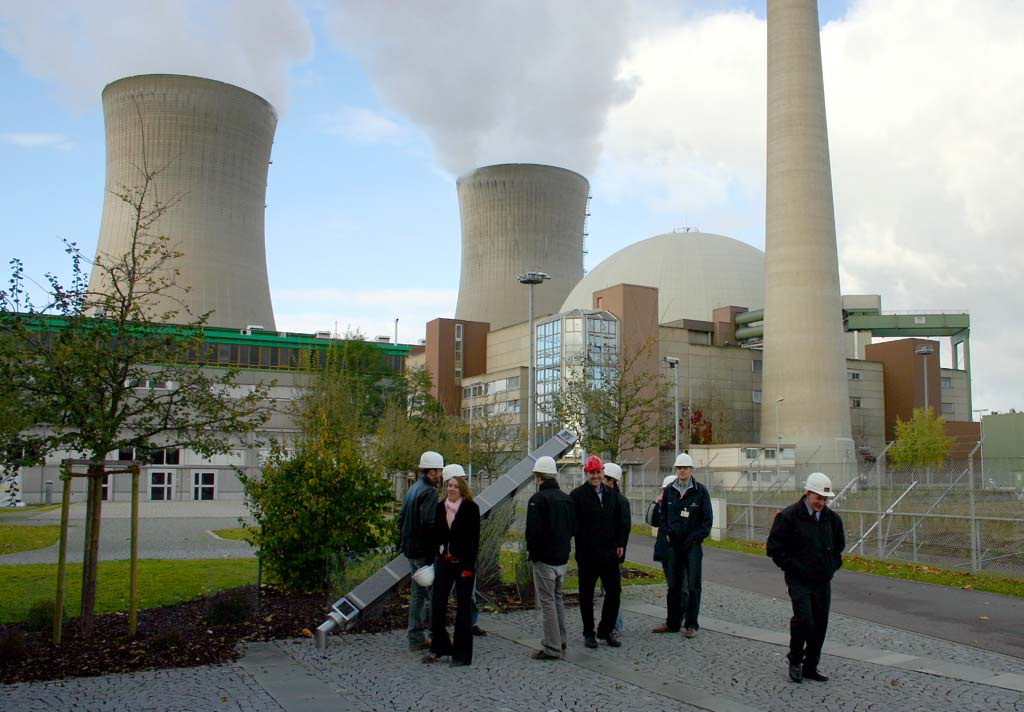
Elektrownia jądrowa

## Zabytki i atrakcje
- Kościół pw. Krzyża Odnalezionego (Kreuzauffindung) z dwoma wieżami
- zajazd z roku 1626
- ratusz z muru pruskiego